# Popis umjetnih predmeta koji napuštaju Sunčev sustav
Ispod je popis umjetnih objekata koji napuštaju Sunčev sustav. Svi su ti predmeti svemirske sonde i njihove gornje faze koje je pokrenula NASA. 
Od glavnih svemirskih letjelica, Voyager 1, Voyager 2 i New Horizons i dalje funkcioniraju i redovito se kontaktiraju radio komunikacijom, dok Pioneer 10 i Pioneer 11 više ne rade. Uz ove svemirske letjelice, i neki treći stupnjevi i de-spin utezi napuštaju Sunčev sustav pod pretpostavkom da nastavljaju svojim putanjama. 
Ti objekti napuštaju Sunčev sustav jer ih njihova brzina i smjer odvode od Sunca, a na udaljenosti od Sunca, njegovo gravitacijsko privlačenje nije dovoljno za privlačenje tih objekata natrag ili u orbitu. Oni nisu nedostižni gravitacijskoj sili Sunca pa usporavaju, ali imaju dovoljnu brzinu da nastave u međuzvjezdani prostor, tj. zadržavaju dovoljnu brzinu oslobađanja da napuste Sunčev sustav. 

## Sonde za planetarno istraživanje
- Pioneer 10 - lansiran 1972. godine, preletio je pored Jupitera 1973. i kreće se u smjeru Aldebarana (udaljenog 65 svjetlosnih godina) u zviježđu Bika. Kontakt je izgubljen u siječnju 2003., a procjenjuje se da je prešao 120 AU.
- Pioneer 11 - lansiran 1973., letio je pored Jupitera 1974. i Saturna 1979. godine. Kontakt je izgubljen u studenom 1995., a procjenjuje se da se nalazi na udaljenosti oko 100 AU. Letjelica se kreće prema zviježđu Aquila, sjeverozapadno od zviježđa Strijelca. Zanemarujući moguće incidente, Pioneer 11 proći će blizu zvijezde Lambda Orla u zviježđu Orao za oko 4 milijuna godina.
- Voyager 2 - lansiran u kolovozu 1977., prolazio je pored Jupitera 1979., Saturna 1981., Urana 1986. i Neptuna 1989. godine. Sonda je napustila heliosferu za međuzvjezdani prostor na 119 AU 5. studenoga 2018.[1] Voyager 2 je i dalje aktivan. Nije usmjeren prema bilo kojoj određenoj zvijezdi, iako bi za otprilike 40 000 godina trebao proći 1,7 svjetlosnih godina od zvijezde Ross 248. Ako mu se ništa ne nađe na putu sljedećih 296 000 godina, trebao bi proći pored zvijezde Sirius na udaljenosti od 4,3 svjetlosne godine.
- Voyager 1 - lansiran u rujnu 1977., Letio je pokraj Jupitera 1979. i Saturna 1980., čineći poseban bliski pristup Saturnovom mjesecu Titanu. Sonda je 25. kolovoza 2012. prošla heliopauzu na 121 AU kako bi ušla u međuzvjezdani prostor.[2] Voyager 1 je i dalje aktivan. Kreće se prema zvijezdi AC +79 3888 koja leži na 17,6 svjetlosnih godina od Zemlje, za oko 40 000 godina.[3]
- New Horizons - pokrenut u 2006., letjela je pored Jupitera u 2007. i Plutona 14. srpnja 2015. Preletio je pokraj objekta u Kuiperovu pojasu (486958) 2014 MU (zvani Ultima Thule) 1. siječnja 2019. u sklopu proširene misije Kuiperovog pojasa.

Iako su druge sonde lansirane prve, Voyager 1 postigao je veću brzinu i pretekao sve ostale. Voyager 1 pretekao je Voyager 2 nekoliko mjeseci nakon lansiranja, 19. prosinca 1977.  Nadmašio je Pioneera 11 1983., i potom Pioneer 10 - postajući sonda najudaljenija od Zemlje - 17. veljače 1998. 
Voyager 2 kreće se i brže od sondi koje su pokrenute ranije: pretekao je Pioneer 11 do ožujka 1988.,  predviđa se da će 2023. prestići Pioneer 10.
Ovisno o tome kako "Pioneerova anomalija" utječe na to, New Horizons će vjerojatno proći i Pioneerove sonde, ali za to će joj trebati mnogo godina. Neće preteći Pioneer 11 sve do 22. stoljeća, neće prestići Pioneer 10 sve do kraja tog stoljeća, i nikada neće prestići Voyagere.
| Ime          | Lansiran | Trenutna udaljenost (AU ) | Brzina ( km/s ) |
| ------------ | -------- | ------------------------- | --------------- |
| Voyager 1    | 1977.    | 145                       | 17              |
| Pioneer 10   | 1972.    | 123                       | 12              |
| Voyager 2    | 1977.    | 120                       | 15              |
| Pioner 11    | 1973.    | 100                       | 11              |
| New Horizons | 2006.    | 43                        | 14              |